# Leh
Leh (tibeti: གླེ་) kisváros India északi részén, Dzsammu és Kasmír államban. A város 3500 méter magasságban, az Indus völgyében fekszik. Ladak adminisztratív központja.
2010 nyarán az árvíz-katasztrófa komoly károkat okozott.

## Demográfia
Leh lakossága 31 ezer fő volt 2011-ben.
Vallási megoszlás 2011-ben: buddhista: 44%, hindu: 35%, muszlim: 15%, szikh: 2,7%.

## Látnivalók

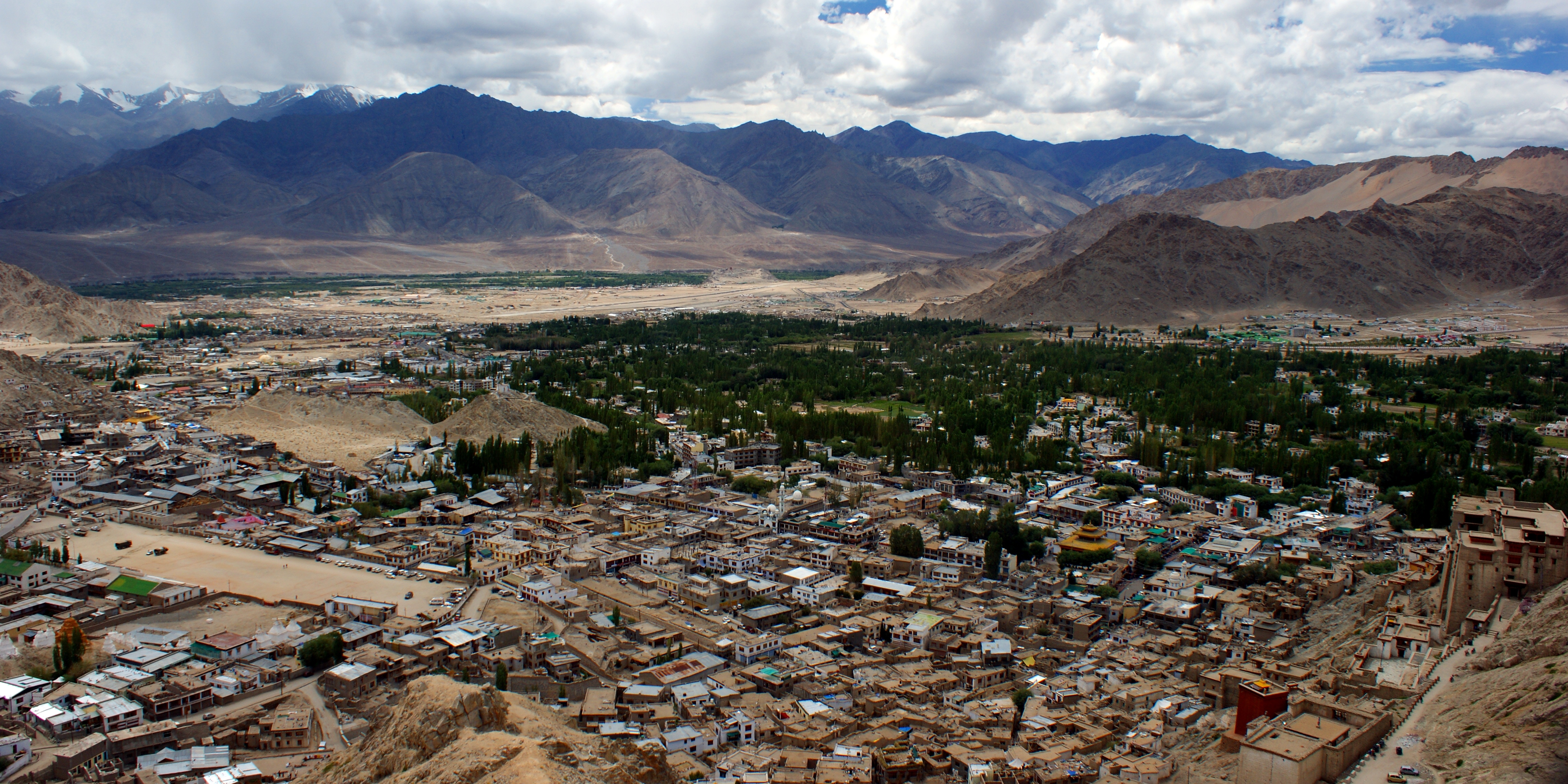
Városkép

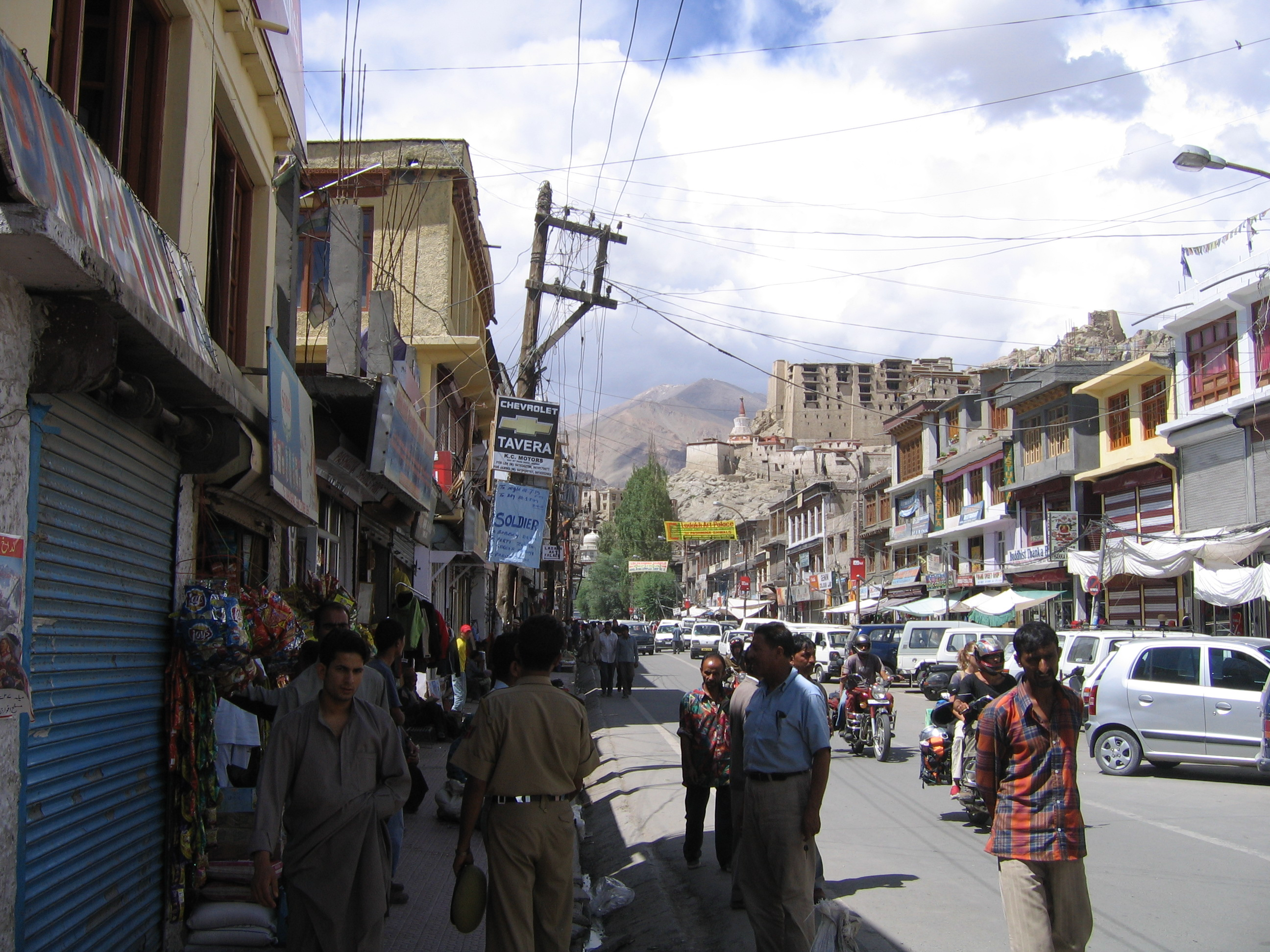
Utcakép

1. Shanti-sztúpa
2. Leh-palota
3. Hemis gompha (kolostor)
4. Ladakh Marathon
5. War Museum (háborús múzeum)
6. Chamba-templom
7. Jama Masjid (mecset)
8. Gurdwara Pathar Sahib (templom)
9. Cho Khang Gompa (kolostor)
10. Namgyal Tsemo Gompa
11. Sankar Gompa
12. Stok palace (palota)
13. The Victory Tower (torony)
14. Zorawar Fort (erőd)
15. Magnetic hill (hegy)
16. Pangong Lake (tó)
17. Tsomoriri Lake (tó)
18. Khardongla
19. Hunder Valley (völgy)
20. Alchi Monastery (kolostor)
21. Sand Dunes Nubra
22. Siachen Glacier (gleccser)
23. Ti-suru
24. Turtuk

## Fordítás
- Ez a szócikk részben vagy egészben  a   Leh című angol Wikipédia-szócikk fordításán alapul.  Az eredeti cikk szerkesztőit annak laptörténete sorolja fel. Ez a jelzés csupán a megfogalmazás eredetét és a szerzői jogokat jelzi, nem szolgál a cikkben szereplő információk forrásmegjelöléseként.